# Anisembia texana
Anisembia texana is een insectensoort uit de familie Anisembiidae, die tot de orde webspinners (Embioptera) behoort. De soort komt voor in de Verenigde Staten en Mexico.
Anisembia texana is voor het eerst wetenschappelijk beschreven door Melander in 1902.